# 2008年世界房車錦標賽德國站
2008年世界房車錦標賽德國站是2008年度世界房車錦標賽的第八站賽事，正式比賽在2008年8月31日於德國奧舍斯萊本賽道上舉行。這是歷來第四次在德國舉行賽事。第一回合由寶馬車隊的法夫斯勝出，第二回合由寶馬車隊的撲迪路勝出。